# Neustadt an der Donau
Neustadt an der Donau település Németországban, azon belül Bajorországban. Lakosainak száma 14 949 fő (2023. december 31.). Neustadt an der Donau Pförring, Altmannstein, Abensberg, Münchsmünster, Kelheim, Siegenburg, Hienheimer Forst, Dürnbucher Forst és Biburg községekkel határos.

## Népesség
A település népessége az elmúlt években az alábbi módon változott:
| Lakosok száma | 1728 | 3139 | 6395 | 12 751 | 13 070 | 13 308 | 13 797 | 14 409 | 14 714 | 15 086 |
|               | 1875 | 1950 | 1975 | 2011   | 2013   | 2014   | 2016   | 2019   | 2022   | 2024   |